# Противоаварийная автоматика
Противоаварийная автоматика (ПА) — совокупность устройств, обеспечивающая измерение и обработку параметров электроэнергетического режима энергосистемы, передачу информации и команд управления и реализацию управляющих воздействий в соответствии с заданными алгоритмами и настройкой для выявления, предотвращения развития и ликвидации аварийного режима энергосистемы.
Устройство ПА — техническое устройство (аппарат, терминал), выполняющее фиксацию аварийного возмущения, обработку параметров электроэнергетического режима энергосистемы, выбор управляющих воздействий, передачу аварийных сигналов и команд управления или реализацию управляющих воздействий и обслуживаемое (оперативно и технически) как единое целое.
| ПА    | Назначение                                                 |
| ----- | ---------------------------------------------------------- |
| АПНУ  | — предотвращение нарушения устойчивости;                   |
| АЛАР  | — ликвидация асинхронных режимов;                          |
| АОСЧ  | — ограничение снижения частоты;                            |
| АОСН  | — ограничение снижения напряжения;                         |
| АОПЧ  | — ограничение повышения частоты;                           |
| АОПН  | — ограничение повышения напряжения;                        |
| АОПО  | — ограничение перегрузки оборудования;                     |
| УПАСК | — устройство передачи (приема) аварийных сигналов и команд |

## Управляющие воздействия ПА
ПА использует следующие виды управляющих воздействий:
- Разгрузка тепловых и гидротурбин
- Отключение генераторов
- Пуск генераторов
- Загрузка генераторов
- Отключение нагрузки
- Программная форсировка возбуждения генераторов
- Управление установками продольной и поперечной компенсации (включение шунтирующих реакторов, отключение шунтирующих реакторов, форсировка компенсации)
- Деление системы на несинхронно работающие части
- Отключение линий и трансформаторов, секционных и шиносоединительных выключателей, не приводящее к делению системы

При невозможности использования указанных видов управляющих воздействий или их недостаточной эффективности могут использоваться дополнительные виды:
- Электрическое торможение генераторов
- Загрузка паровых турбин путём отключения отборов высокого давления, теплофикационных отборов
- Управление мощностью линий передачи и вставок постоянного тока
- Фазовое управление мощностью электропередач переменного тока и прочее